# Navigationsschule Gotenhafen
Der Navigationsschule Gotenhafen war eine Dienststelle der Kriegsmarine der Wehrmacht.

## Geschichte
Im November 1939 wurde in Gotenhafen die Navigationsschule aufgestellt. Hierfür wurde die zu Kriegsbeginn bestehende Steuermannschule Flensburg (Korvettenkapitän Adolf Sieber) herangezogen und von Flensburg-Mürwik nach Gotenhafen verlegt. Das Kommando über die Navigationsschule Gotenhafen übernahm Korvettenkapitän Sieber.
Im September 1943 wurde die Navigationsschule aufgeteilt und die Navigationsschule I bis V eingerichtet. Zeitgleich wurde der Kommandeur der Navigationsschule der Höherer Kommandeur der Navigationsschulen.
Die neu aufgestellten Navigationsschule in Gotenhafen wurde Navigationsschule I, II (Gotenhafen-Grabau) und III (Gotenhafen-Adlerhorst). Im Oktober 1944 erfolgte eine Zusammenlegung der Navigationsschulen. Hierbei wurde die ehemalige Navigationsschule I die 1. und die ehemalige Navigationsschule III in Gotenhafen-Adlerhorst die 2. Abteilung der neuen Navigationsschule der Kriegsmarine. Die neue Navigationsschule der Kriegsmarine wurde durch den Höheren Kommandeur der Navigationsschulen zusätzlich geführt.
Im Januar 1945 wurden alle Lehrgänge beendet, die Angehörigen der Schule zum Erdkampf herangezogen und die Schule im März 1945 aufgelöst. Am 3. April 1945 wurde das Höherer Kommando der Navigationsschulen ganz aufgelöst.
Die Navigationsschule Gotenhafen nahm als Wettkampfgruppe im Fußball in der 1. Klasse Danzig-Westpreußen teil. In der Saison 1943/44 konnte die Schule als Sieger der Kreisgruppe Zoppot/Gotenhafen abschließen.

## Zugewiesene Schiffe (Auswahl)
- Latona: ab 26. Februar 1942
- Nordstern: ab 11. November 1942
- W. F. van der Wyck: ab 1944

## Kommandeure der Navigationsschule I/Navigationsschule der Kriegsmarine
- Korvettenkapitän/Fregattenkapitän/Kapitän zur See Adolf Sieber: von der Aufstellung im November 1939 bis August 1943, zugleich Kommandeur der Marine-Vermessungsabteilung, anschließend Höherer Kommandeur der Navigationsschulen
- Korvettenkapitän Herbert Sachweh: von September 1943 bis Oktober 1944
- Fregattenkapitän Adolf Sieber: von Oktober 1944 bis zur Auflösung im März 1945, zusätzlich Höherer Kommandeur der Navigationsschulen

## Bekannte Personen (Auswahl)
- Fritz Brustat-Naval (1907–1989), Lehrer an der Schule